# Suzana de Nóbrega
Pour les articles homonymes, voir Nobrega.
Dona Suzana de Nóbrega de Lovota (morte au début du XVIIIe siècle) est reine du royaume du Kongo vers 1670-1700.

## Origine
Dona Suzana de Nóbrega est réputée être une fille du roi Alvare II du Kongo et une demi-sœur du roi Alvare III du Kongo. Du fait de cette filiation, elle serait née au début de la décennie 1610 ce qui implique qu'elle soit morte quasi centenaire au début du XVIIIe siècle. Si son origine royale était acceptée par tous, il semble que personne ne savait de quel roi exactement elle était la fille. Elle exerça néanmoins, comme sa contemporaine Dona Ana Afonso de Leão, une grande autorité comme matriarche du Kanda Kimpanzu pendant la période de la guerre civile du Kongo.

## Reine
Après la prise du pouvoir par Alvare VI du Kongo, les Kimpanzu se réfugient dans les montagnes du sud du Soyo sous la protection du comte Daniel da Silva qui dirige cette province en prince quasi indépendant entre 1641 et 1650. Le Soyo demeure ensuite le refuge des partisans des Kimpanzu pendant toute la guerre civile du Kongo (1665-1709).
Selon le capucin Antonio Zucchelli de Gradisca d'Isonzo, Dona Suzana aurait été la mère de trois manikongo issus du Kanda Kimpanzu : Alphonse II du Kongo et Nkondo en 1665, Alphonse III Mvemba a Nimi (1673-1674) et Daniel Miala mia Nzimbwila (1674-1678).
Dona Suzana favorise également la fortune de son autre fils Manuel de Vuzi a Nóbrega (Ne Njinga a Ngenge en kikongo), marquis de Lovota, frère du roi Daniel Ier du Kongo qui règne de manière quasi indépendante sur son territoire de Mbamba Lovata de 1678 à sa mort en 1715.
On ignore la date de la mort de Dona Suzana, qui en 1701, nonagénaire, résidait dans une île de l'Ambriz.

## Sources
- (pt) Fernando Campos « O rei D. Pedro IV Ne Nsamu a Mbemba. A unidade do Congo », dans Africa. Revista do centro de Estudos Africanos, USP S. Paulo 18-19 (1) 1995/1996 p. 159-199 & USP S. Paulo 20-21 1997/1998 p. 305-375.
- (en) John K. Thornton Elite Women in the Kingdom of Kongo: Historical Perspectives on Women's Political Power dans « The Journal of African History » publié par Cambridge University Press. Vol. 47, No. 3 (2006), p. 437-460
- (en) John K. Thornton, A history of west central Africa to 1850, Cambridge, Cambridge University Press, 2020, 365 p. (ISBN 978-1-107-56593-7), p. 206